# Astragalus amygdalinus
Astragalus amygdalinus är en ärtväxtart som beskrevs av Aleksandr Andrejevitj Bunge. Astragalus amygdalinus ingår i släktet vedlar, och familjen ärtväxter. Inga underarter finns listade i Catalogue of Life.